# Lista de prefeitos de Ponte Nova
Esta é a lista de prefeitos do município de Ponte Nova, estado brasileiro de Minas Gerais.
| Nº | Nome                                           | Imagem                | Partido                                          | Vice-prefeito                                      | Início do mandato       | Fim do mandato            | Observações                                   |
| 1  | Manoel Olympio Soares                          |                       | Partido Republicano Mineiro PRM                  |                                                    | 1° de fevereiro de 1892 | 31 de dezembro de 1894    | Agente Executivo                              |
| 2  | José Mariano Duarte Lanna                      |                       | Partido Republicano Mineiro PRM                  |                                                    | 3 de janeiro de 1895    | 1897                      | Agente Executivo                              |
| 3  | Camilo Soares de Moura Júnior                  |                       | Partido Republicano Mineiro PRM                  |                                                    | 1° de janeiro de 1898   | 1901                      | Agente Executivo                              |
| 4  | Manoel Olympio Soares                          |                       | Partido Republicano Mineiro PRM                  |                                                    | 1901                    | 1905                      | Agente Executivo                              |
| 4  | Manoel Olympio Soares                          |                       | Partido Republicano Mineiro PRM                  | 1905                                               | 1907                    | Agente Executivo reeleito |                                               |
| 5  | Caetano Marinho                                |                       | Partido Republicano Mineiro PRM                  |                                                    | 1° de janeiro de 1908   | 1918                      | Agente Executivo                              |
| 6  | Custódio Silva                                 |                       | Partido Republicano Mineiro PRM                  |                                                    | 1º de janeiro de 1919   | 1925                      | Agente Executivo                              |
| 7  | Cantídio Drumond                               |                       | Partido Republicano Mineiro PRM                  |                                                    | 1925                    | 1927                      | Agente Executivo                              |
| 8  | Cantídio Drumond                               |                       | Partido Republicano Mineiro PRM                  |                                                    | 1927                    | 1937                      | Agente Executivo                              |
| —  | Cid Martins Soares                             |                       | Partido Republicano Mineiro PRM                  | —                                                  | 14 de julho de 1937     | 29 de julho de 1937       | Prefeito nomeado                              |
| 9  | Otávio Martins Soares                          |                       | Partido Progressista PP                          | —                                                  | 1939                    | 23 de outubro de 1944     | Prefeito nomeado                              |
| 10 | Cid Martins Soares                             |                       | Partido Social Democrático PSD                   | —                                                  | 23 de outubro de 1944   | 21 de novembro de 1945    | Prefeito nomeado                              |
| 11 | João Marinho Sette e Câmara                    |                       | Partido Social Democrático PSD                   | —                                                  | 21 de novembro de 1945  | 3 de fevereiro de 1946    | Prefeito nomeado                              |
| 12 | Cid Martins Soares                             |                       | Partido Social Democrático PSD                   | —                                                  | 3 de fevereiro de 1946  | 30 de dezembro de 1946    | Prefeito nomeado                              |
| 13 | José Maria da Silveira Júnior                  |                       | Partido Social Democrático PSD                   | —                                                  | 30 de dezembro de 1946  | 1947                      | Prefeito nomeado                              |
| —  | Mário Clímaco                                  |                       | União Democrática Nacional UDN                   |                                                    | 11 de junho de 1947     | 13 de outubro de 1947     | Prefeito nomeado                              |
| 14 | Luiz Martins Soares Sobrinho                   |                       | Partido Social Democrático PSD                   | José Pinheiro Brandão (PSD)                        | 1º de janeiro de 1948   | 1951                      | Prefeito eleito                               |
| 15 | Hélder de Aquino                               |                       | Partido Trabalhista Brasileiro PTB               |                                                    | 1951                    | 1955                      | Prefeito eleito                               |
| 16 | João Vidal de Carvalho                         |                       | Partido Social Democrático PSD                   |                                                    | 1955                    | 1959                      | Prefeito eleito                               |
| —  | Luiz Martins Soares Sobrinho                   |                       | Partido Social Democrático PSD                   | —                                                  | —                       | —                         | Prefeito eleito falecido antes da posse       |
| 17 | Raimundo Bellico Sobrinho                      |                       | Partido Social Democrático PSD                   |                                                    | 1959                    | 1963                      | Prefeito eleito                               |
| 18 | Abdalla Felício                                |                       | União Democrática Nacional UDN                   |                                                    | 1963                    | 19 de fevereiro de 1966   | Prefeito eleito falecido durante o mandato    |
| —  | Francisco Linhares Ribeiro                     |                       | Aliança Renovadora Nacional ARENA                | —                                                  | 20 de fevereiro de 1966 | 5 de março de 1966        | Prefeito interino                             |
| 19 | Miguel Valentim Lanna                          |                       | Aliança Renovadora Nacional ARENA                | —                                                  | 5 de março de 1966      | 30 de janeiro de 1967     | Interventor Federal                           |
| 20 | João Batista Viggiano                          |                       | Aliança Renovadora Nacional ARENA                | Domingos Sávio Teixeira Lanna                      | 31 de janeiro de 1967   | 31 de janeiro de 1971     | Prefeito e vice eleitos                       |
| 21 | Domingos Sávio Teixeira Lanna                  |                       | Aliança Renovadora Nacional ARENA                | Pio Gonçalves Pena                                 | 1º de fevereiro de 1971 | 30 de janeiro de 1973     | Prefeito e vice eleitos                       |
| 22 | Miguel Valentim Lanna                          |                       | Aliança Renovadora Nacional ARENA                | Antônio Bartolomeu                                 | 30 de janeiro de 1973   | 30 de janeiro de 1977     | Prefeito e vice eleitos                       |
| 23 | Antônio Bartolomeu                             |                       | Aliança Renovadora Nacional ARENA                | João Batista Viggiano                              | 31 de janeiro de 1977   | 31 de janeiro de 1983     | Prefeito e vice eleitos                       |
| 24 | José Sette de Barros                           |                       | Partido do Movimento Democrático Brasileiro PMDB | Afrânio Felício da Cunha                           | 1º de fevereiro de 1983 | 31 de dezembro de 1988    | Prefeito e vice eleitos                       |
| 25 | Antônio Bartolomeu                             |                       | Partido da Frente Liberal PFL                    | Edy Melo Castanheira                               | 1º de janeiro de 1989   | 31 de dezembro de 1992    | Prefeito e vice eleitos                       |
| 26 | Ademir Ragazzi                                 |                       | Partido Democrático Trabalhista PDT              | Carlos Jardim de Rezende (PMDB)                    | 1º de janeiro de 1993   | 16 de agosto de 1995      | Prefeito eleito afastado por decisão judicial |
| —  | Carlos Jardim de Rezende                       |                       | Partido do Movimento Democrático Brasileiro PMDB | —                                                  | 17 de agosto de 1995    | 31 de dezembro de 1996    | Vice-prefeito eleito no cargo de Prefeito     |
| 27 | José Silvério Felício da Cunha, Zezé Abdalla   |                       | Partido da Social Democracia Brasileira PSDB     | Baltazar Antônio Chaves (PL)                       | 1º de janeiro de 1997   | 31 de dezembro de 2000    | Prefeito e vice eleitos                       |
| 27 | José Silvério Felício da Cunha, Zezé Abdalla   | 1º de janeiro de 2001 | Partido da Social Democracia Brasileira PSDB     | Baltazar Antônio Chaves (PL)                       | 31 de dezembro de 2004  | Prefeito e vice reeleitos |                                               |
| 28 | Luís Eustáquio Linhares, Dr. Taquinho Linhares |                       | Partido Socialista Brasileiro PSB                | Orlando Saraiva Lessa Filho (PPS) Orlando Coferpon | 1º de janeiro de 2005   | 31 de dezembro de 2008    | Prefeito e vice eleitos                       |
| 29 | João Vidal de Carvalho, Joãozinho Carvalho     |                       | Partido Trabalhista Brasileiro PTB               | Itamar Neves Duarte (PSDB)                         | 1º de janeiro de 2009   | 31 de dezembro de 2012    | Prefeito e vice eleitos                       |
| 30 | Paulo Augusto Malta Moreira, Guto Malta        |                       | Partido dos Trabalhadores PT                     | José Luiz Ventura de Souza (PDT) José Luiz Eureka  | 1º de janeiro de 2013   | 31 de dezembro de 2016    | Prefeito e vice eleitos                       |
| 31 | Wagner Mol Guimarães                           |                       | Partido Socialista Brasileiro PSB                | Valéria Cristina Alvarenga dos Santos (PSDB)       | 1º de janeiro de 2017   | 31 de dezembro de 2020    | Prefeito e vice eleitos                       |
| 31 | Wagner Mol Guimarães                           | 1° de janeiro de 2021 | Partido Socialista Brasileiro PSB                | Valéria Cristina Alvarenga dos Santos (PSDB)       | 31 de dezembro de 2024  | Prefeito e vice reeleitos |                                               |
| 32 | Milton Teodoro Irias Junior, Dr. Milton Irias  |                       | Avante AVANTE                                    | Ana Maria Ferreira Proença, Aninha de Fizica (PSB) | 1° de janeiro de 2025   | Atualidade                | Prefeito e vice eleitos                       |